# Heinz Schönberger (jazzmusicus)
Heinz Schönberger (Frankfurt am Main, 12 maart 1926 - aldaar, 25 november 2011) was een Duitse jazzklarinettist, saxofonist en bigbandleider.

## Biografie
Schönberger leerde na de Tweede Wereldoorlog, beïnvloed door Benny Goodman, als autodidact klarinet spelen, alsook altsaxofoon, dwarsfluit en piano. Al korte tijd later speelde hij met een kleine, zeskoppige band in Amerikaanse clubs en behoorde hij met Emil Mangelsdorff, Carlo Bohländer en Paul Kuhn tot de toenmalige kern van de jazzscene van Frankfurt. In 1948 werd hij in München lid van het orkest van Kurt Edelhagen. Van 1949 tot 1951 was hij in Baden-Baden actief als de eerste saxofonist in het dans- en amusementsorkest van de omroep Südwestfunk. Van 1952 tot 1956 was hij weer in Frankfurt, speelde in soldatenclubs en was met een eigen groep actief voor de Hessischer Rundfunk. De klarinettist had indertijd aanzien, hij stond meerdere keren hoog in de Duitse jazz-polls en werd uitgenodigd voor festivals. In 1956 ging hij spelen in het RIAS Tanzorchester, in Berlijn.
In 1963 werd hij door Willy Berking naar het Tanz- und Unterhaltungsorchester des Hessischen Rundfunks gehaald (tegenwoordig de hr-Bigband geheten). Van 1972 tot 1989 was Schönberger de leider van dit orkest.
Heinz Schönberger overleed in 2011, 85 jaar oud.

## Werken
Onder zijn leiding ontstonden vanaf 1972 in Frankfurt 72 opnames met de Main Stream Power Band, voor de platenfirma van firma Michael Wilke.